# Znanost u 1895.
◄◄ | ◄ | 1892. | 1893. | 1894. | 1895.  | 1896. | 1897. | 1898. | ► | ►►
Arhitektura • Astronomija • Biologija • Film • Fotografija • Glazba • Kazalište • Kemija • Kiparstvo • Knjige • Književnost • Kršćanstvo • Meteorologija • Medicina • Planinarstvo • Politika • Pravo • Promet • Slikarstvo • Strip • Šport • Znanost • Zrakoplovstvo • Željeznički promet
Znanost u 1895.

## Svijet

### Rođenja
- 21. veljače: Henrik Dam, danski biokemičar i fiziolog († 1976.)

## Vanjske poveznice
|  | Zajednički poslužitelj ima još gradiva o temi Znanost u 1895. |